# Grochów (Sokołów)
Pour les articles homonymes, voir Grochów.
Grochów [ˈɡrɔxuf] est un village polonais de la gmina de Sokołów Podlaski dans le powiat de Sokołów et dans la voïvodie de Mazovie, au centre-est de la Pologne.
Il est situé à environ 9 kilomètres à l'ouest de Sokołów Podlaski et à 80 kilomètres à l'est de Varsovie.

Sa poputation compte 360 habitants en 2006.[réf. souhaitée]